# Schloss Ostrau

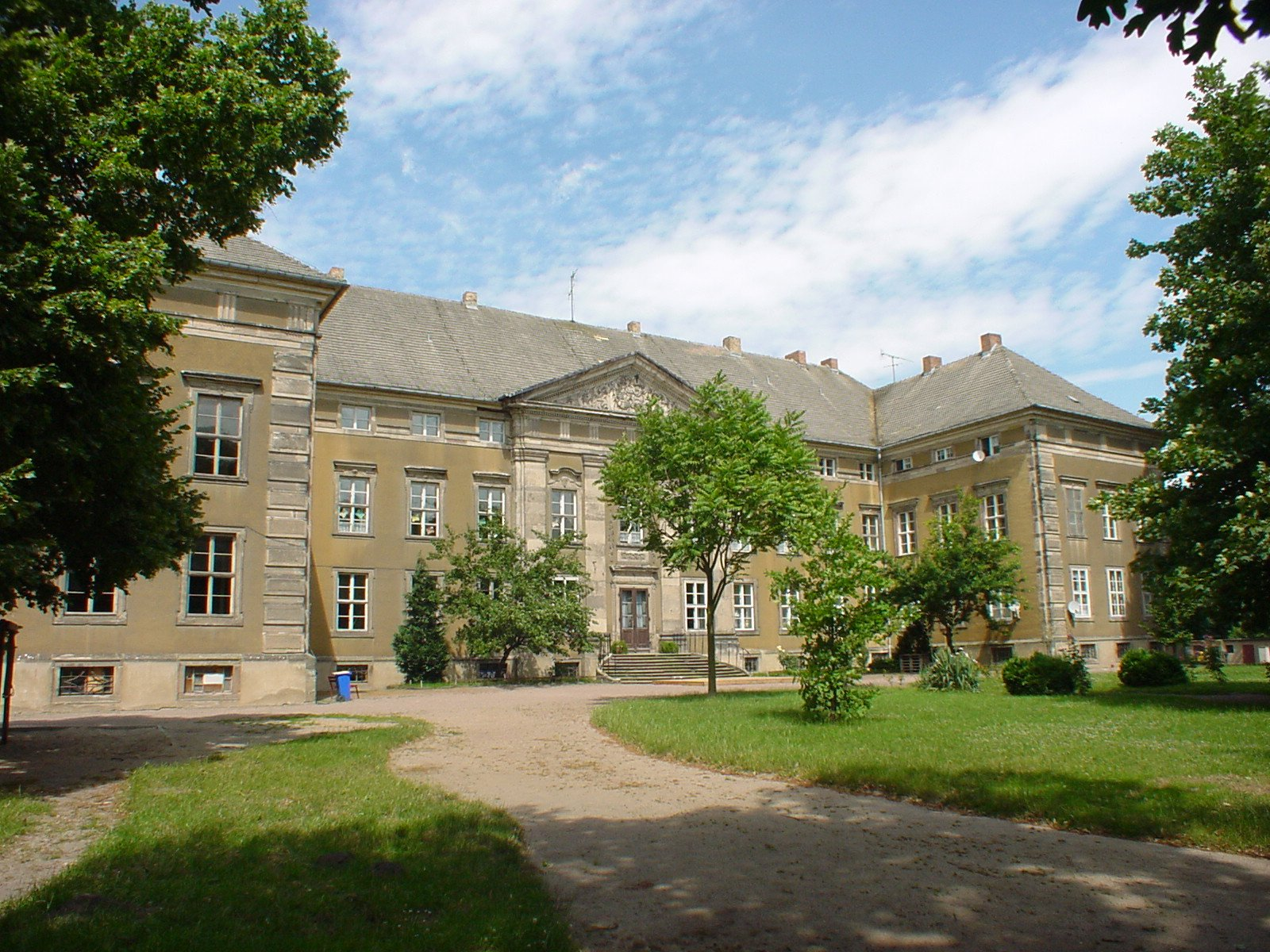
Schloss Ostrau

Schloss Ostrau ist ein Barockschloss im gleichnamigen Ort Ostrau (Petersberg) bei Halle (Saale). Es war das Zentrum des Ritterguts Ostrau. Das Barockschloss stammt aus der Zeit nach 1713. Der breite Wassergraben, der das Schloss umschließt, gehörte zu einer mittelalterlichen Burg. Von dieser sind nur minimale Reste erhalten.

## Geschichte

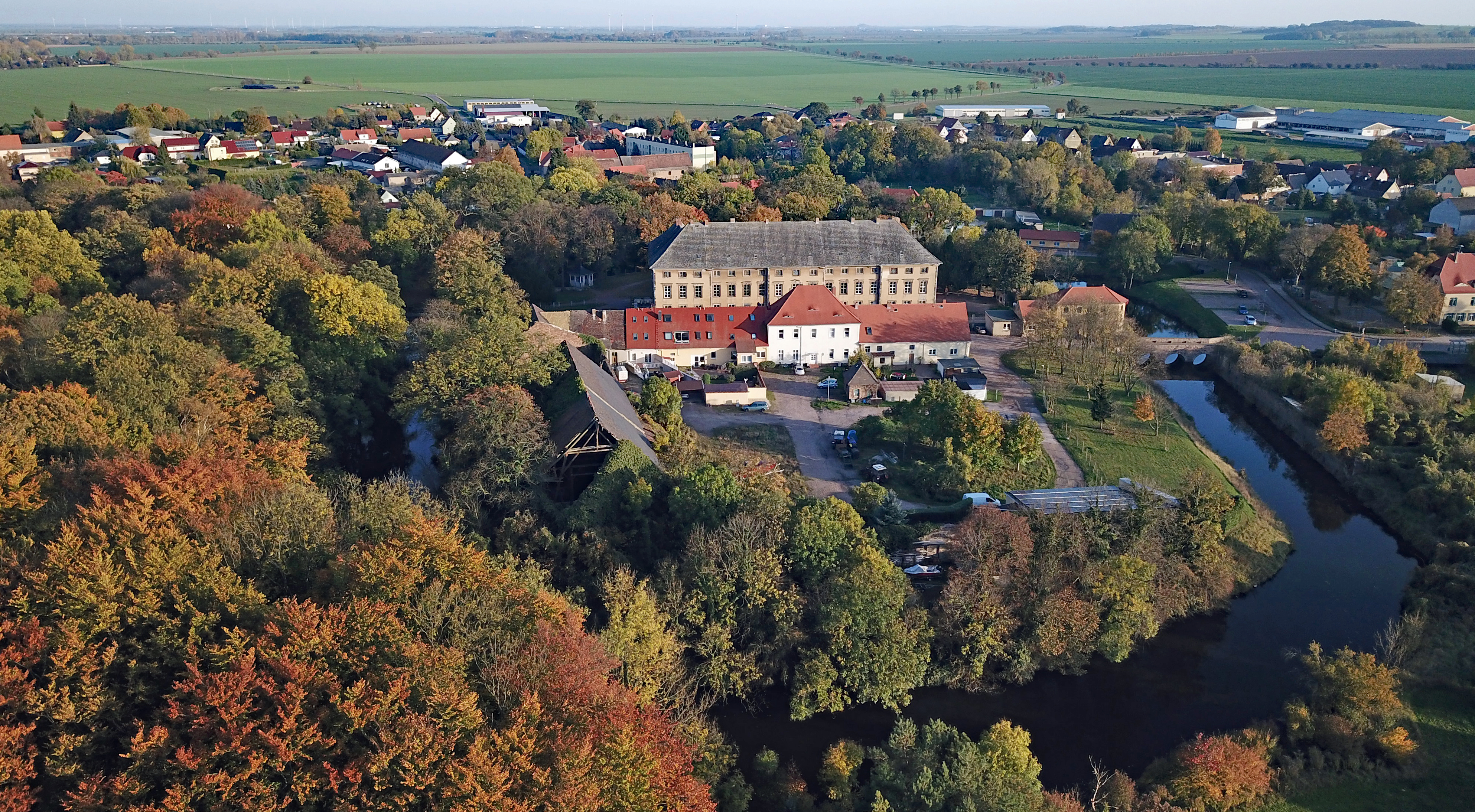
Schlossinsel mit Burggraben

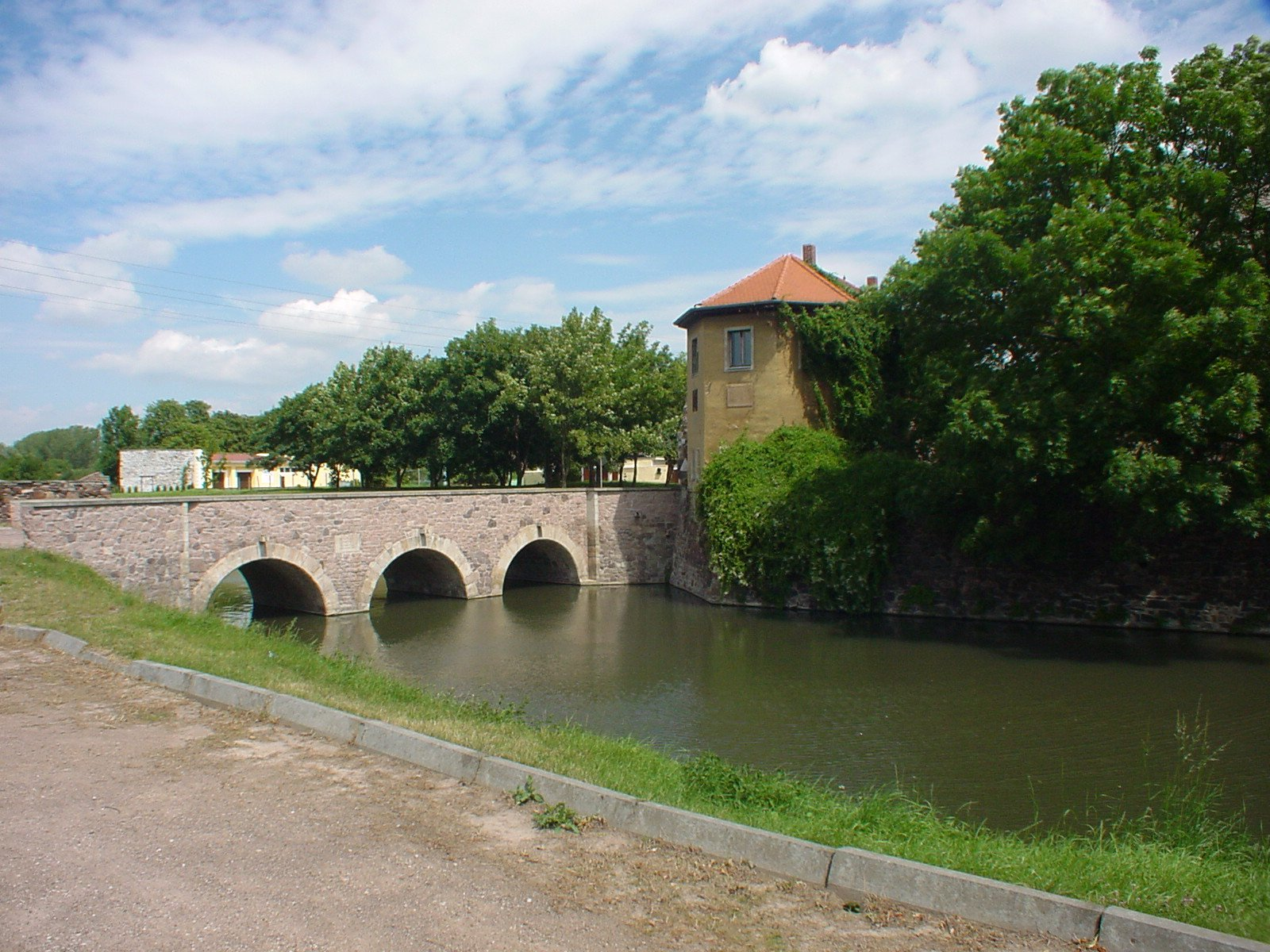
Schloss Ostrau. Brücke über den Burggraben

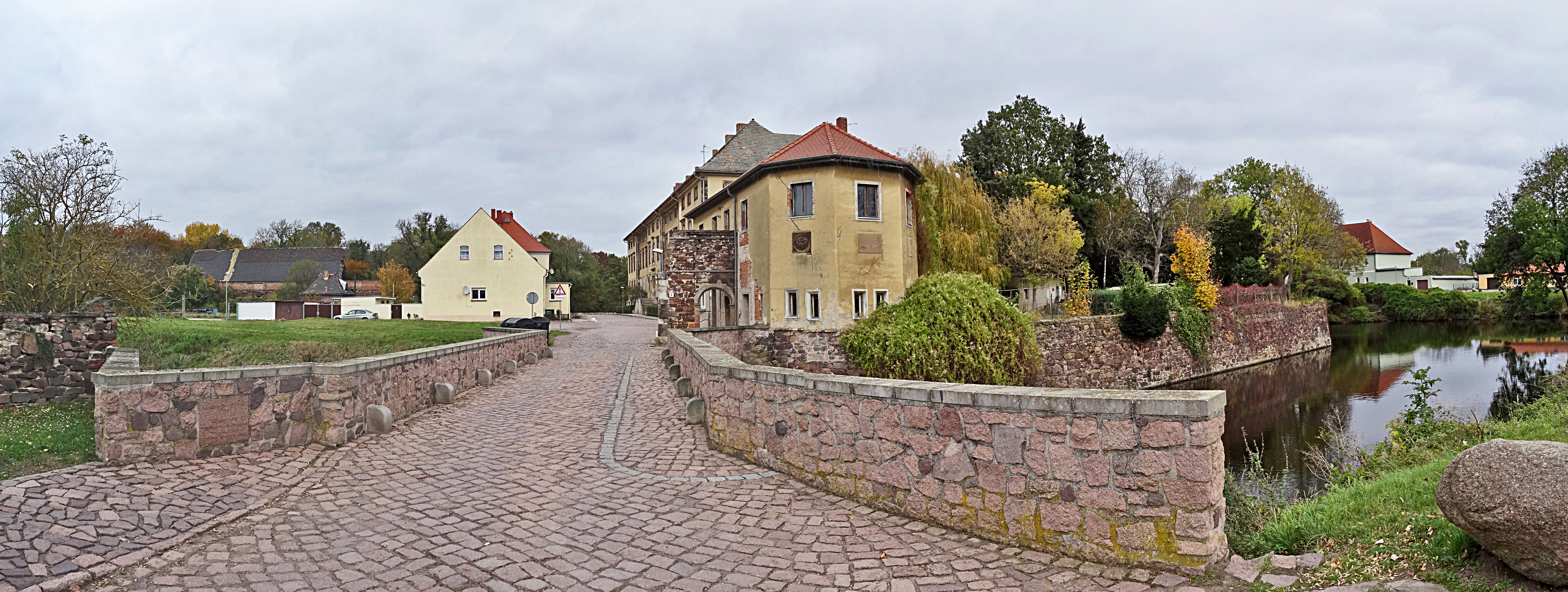
Ansicht von Südwesten

Der Name des Ortes Ostrau wird auf das altsorbischen Ostrov für „Insel“ zurückgeführt. Man vermutet deshalb, dass die durch einen breiten Wassergraben gebildete Insel bereits zur Zeit der slawischen Besiedelung eine Wallburg getragen hat. Eine erste urkundliche Nennung erfuhr der Ort, als Markgraf Konrad der Große 1125 die Kapelle und vier Hufen Land dem Augustinerkloster auf dem Petersberg schenkte. Eine mittelalterliche Befestigung ist als existent anzunehmen, als 1156 Hogerus von Ostrau, ein markgräflicher Ministeriale genannt wurde. Bis 1285 war dieses Geschlecht in Ostrau ansässig. Ein Otto II. von Ostrau ließ 1237 eine Burgkapelle errichten.
1288 war Ostrau in den Verkauf der Herrschaft Wettin an das Erzstift Magdeburg durch die Grafen von Brehna eingeschlossen. In den Jahren bis 1378 kauften die Bischöfe von Merseburg dann nach und nach die gesamte Herrschaft Ostrau auf. Sie stand ab 1485 unter der Verwaltung des wettinischen Amts Delitzsch, lag von diesem jedoch räumlich getrennt. Die Bischöfe verliehen Ostrau an verschiedene Lehnsnehmer, unter ihnen die Familien von Witzleben, von Hoym, von Leipzig. 1540 verlehnte Bischof Sigismund von Lindenau das Besitztum an Herzog Heinrich den Frommen. 1585 erwarb die Familie von Veltheim die Ostrauer Burg mit etwa 700 ha Land sowie die Burg Weißandt (mit 270 ha); 1751 kam noch Gahrendorf (mit 175 ha) zur Grundherrschaft hinzu. Diese blieb bis 1945 im Familienbesitz. Die Veltheims ließen die Burg zu einem vierflügeligen Renaissanceschloss mit weiträumigen Wirtschaftshof umbauen. Die Insellage der Wasserburg ist noch erhalten, mit Zugang über eine steinerne Brücke.
Im Dreißigjährigen Krieg konnte sich die Burg gegen ein schwedisches Korps unter General Hans Christoph von Königsmarck und gegen kaiserliche Truppen unter General Gallas halten. Otto Ludwig von Veltheim ließ ab 1713 die alten Gebäude abreißen und durch den französischen Architekten Louis Remy de la Fosse ein Schloss im Stile des französischen Barock erbauen. Es zählt zu den wertvollsten Barockbauten des Landes Sachsen-Anhalt. Den Raumkomplex füllten Treppenhäuser, Bogenhallen, Zimmerfluchten, Stucksäle mit Fayenceöfen, Supraporten, Panneaux und Porzellankammern. Vor dem Schloss wurde im 18. Jahrhundert ein Beamtenhaus errichtet, an das sich beiderseits niedrigere Gebäudeflügel in unterschiedlicher Gestaltung anschließen. Durch die Gegebenheiten der Insellage und der Vorgängerbauten erscheint die Struktur der Anlage etwas seltsam, der Ehrenhof öffnet sich mit seinen Seitenflügeln zur Rückseite hin auf den Halbrund der Schlossinsel, der einst durch einen Formalen Garten gestaltet war. Der Park erstreckt sich jenseits der Schlossinsel in der Achse eines Seitenflügels; ursprünglich ebenfalls ein Barockgarten, wurde er vom Berghauptmann Franz von Veltheim als Englischer Landschaftsgarten umgestaltet. Einst eröffnete er Durchblicke auf das Kloster Petersberg. Ein Mühlenteich wurde in einen See mit Inseln verwandelt, unter alten Bäumen stehen Gedenksteine mit Brunnen und Inschriften. Am Brückeneingang zur Schlossinsel erhob sich ein hohes Tor mit zwei seitlichen Fußgängerportalen; mächtige Torflügel, gestreift in den Familienfarben, gewährten oder versperrten den Zugang. Von der Mauer, bekrönt von einem Volutenaufsatz mit Wappen, die an ein verschwundenes Ökonomiegebäude anschloss, ist nur noch ein Stummel mit einem der Fußgängerportale vorhanden. 

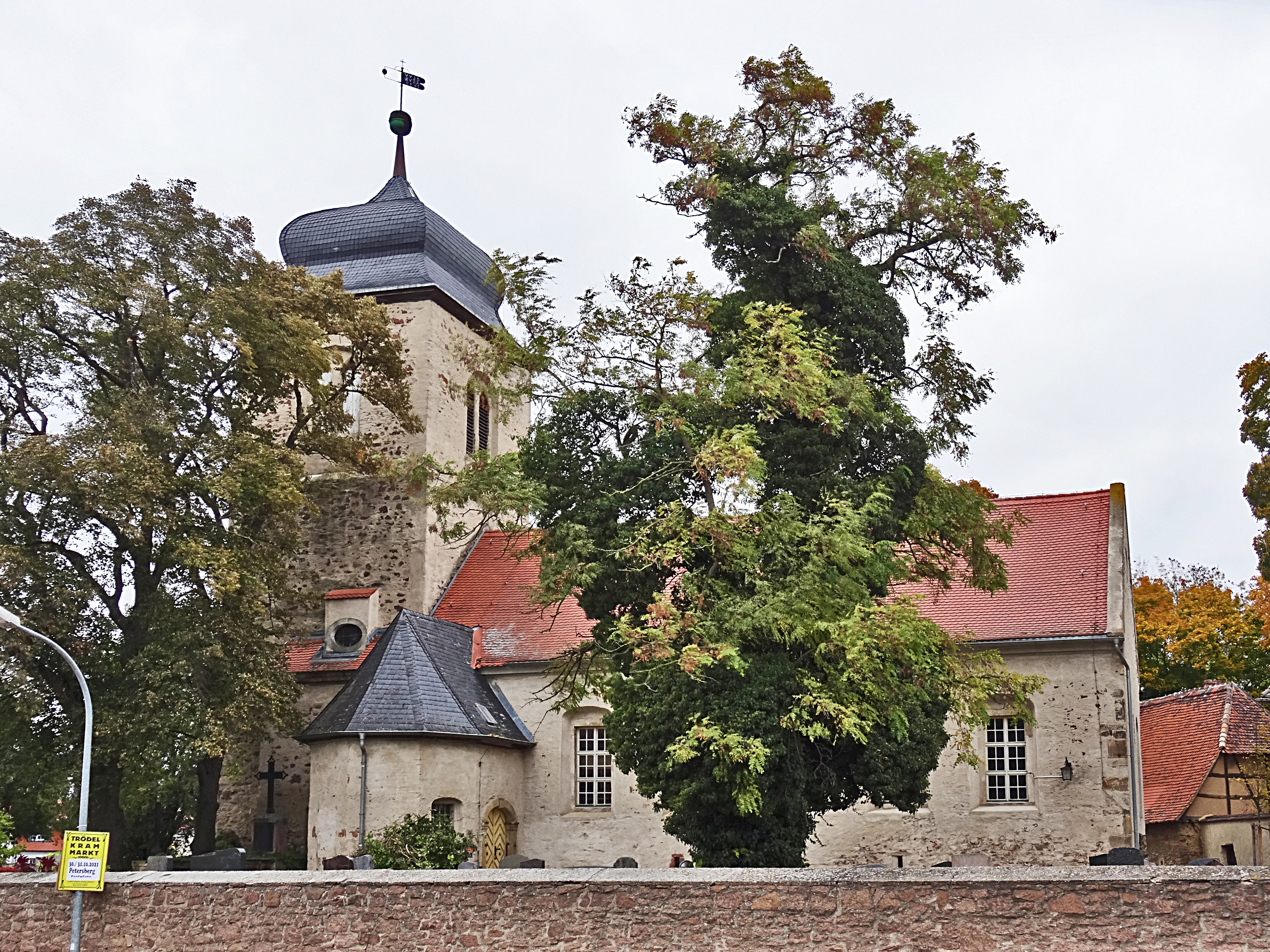
Schlosskirche

Der letzte Besitzer, Hans-Hasso von Veltheim, Indologe, Anthroposoph und Weltreisender, ließ 1929–1933 Schloss und Schlosspark durchgreifend sanieren. Im Nordostflügel vollendete er den Innenausbau; der zwei Stockwerke hohe Raum, den er durch den Münchner Architekten Ferdinand Goetz zur Saalbibliothek mit Galerie ausbauen ließ, war ursprünglich für eine Schlosskapelle vorgesehen, später aber zur Brauerei degradiert worden. Die Mansarden ließ er zu zahlreichen Gästezimmern mit Bädern ausbauen; jedoch besaß das Schloss nur Ofenheizungen, keine Zentralheizung. Er stattete es mit seiner Antiquitätensammlung, Gobelins, Ikonen sowie seinen Sammlungen ostasiatischer Kunst und expressionistischer Malerei aus, die er beständig erweiterte. Von zeitgenössischen Künstlern ließ er Porträts und Büsten von sich selbst anfertigen. Buddhafiguren, afrikanische Holzplastiken, Ausgrabungsfunde aus Peru und Mexiko, chinesische und japanische Bronzen, Porzellane, Textilien, Masken und Kunstwerke aus Bali und der Südsee gaben dem Schloss ein besonderes Flair. Die Patronatsloge der Schlosskirche ließ er zu einer anthroposophisch inspirierten Grab-Altar-Kapelle umbauen. Der Adlige machte das Schloss zu einem Treffpunkt von Anthroposophen und Geistesschaffenden aus aller Welt. Im Park ließ er zahlreiche neue Bäume, Sträucher und Blumen pflanzen, es entstanden Wege, die die Namen Rudolf Steiners und Goethes trugen, außerdem nach chinesischem Vorbild ein Weg der Nähe und Weg der Ferne. Der Schlossgraben und die Teiche wurden entschlammt, der Familienfriedhof instand gesetzt. 1931 wurde im Park ein Denkmal für den im Vorjahr verstorbenen Sinologen Richard Wilhelm aufgestellt.
Nach dem Zweiten Weltkrieg wurde von Veltheim enteignet. Die Bibliothek und Kulturgüter wurden teilweise in die Martin-Luther-Universität Halle-Wittenberg verbracht, von den sowjetischen Besatzern beschlagnahmt oder geplündert. Marsden Hartleys Gemälde Leuchtturm aus Veltheims Sammlung hing ab 1954 in der Moritzburg (Halle). Dorthin gelangten auch die Ahnenbilder und barocken Kachelöfen aus Ostrau. Die Leinwandtapeten mit Jagdszenen Johann Elias Ridingers aus dem Gartensaal kamen mitsamt ihren Rahmen in das Schloss Friedrichsfelde in Berlin, ebenso weitere barocke Wandbespannungen. Von 1946 bis 1953 betrieb Erich Menner im Schloss Ostrau das Institut für Praktische Biologie. Später wurde das Schloss als Internat genutzt. Die Grab-Altar-Kapelle als Teil der Kirche hat diese Zeit im Wesentlichen unversehrt überstanden. 1990 wurde dort die Urne von Hans Hasso von Veltheim beigesetzt. Derzeit wird das Schloss von einer Grundschule, einem Jugendklub und dem Schloss Ostrau e. V. genutzt. Von der mittelalterlichen Bausubstanz ist außer dem Fundament des Bergfriedes nur noch der Burggraben erhalten.

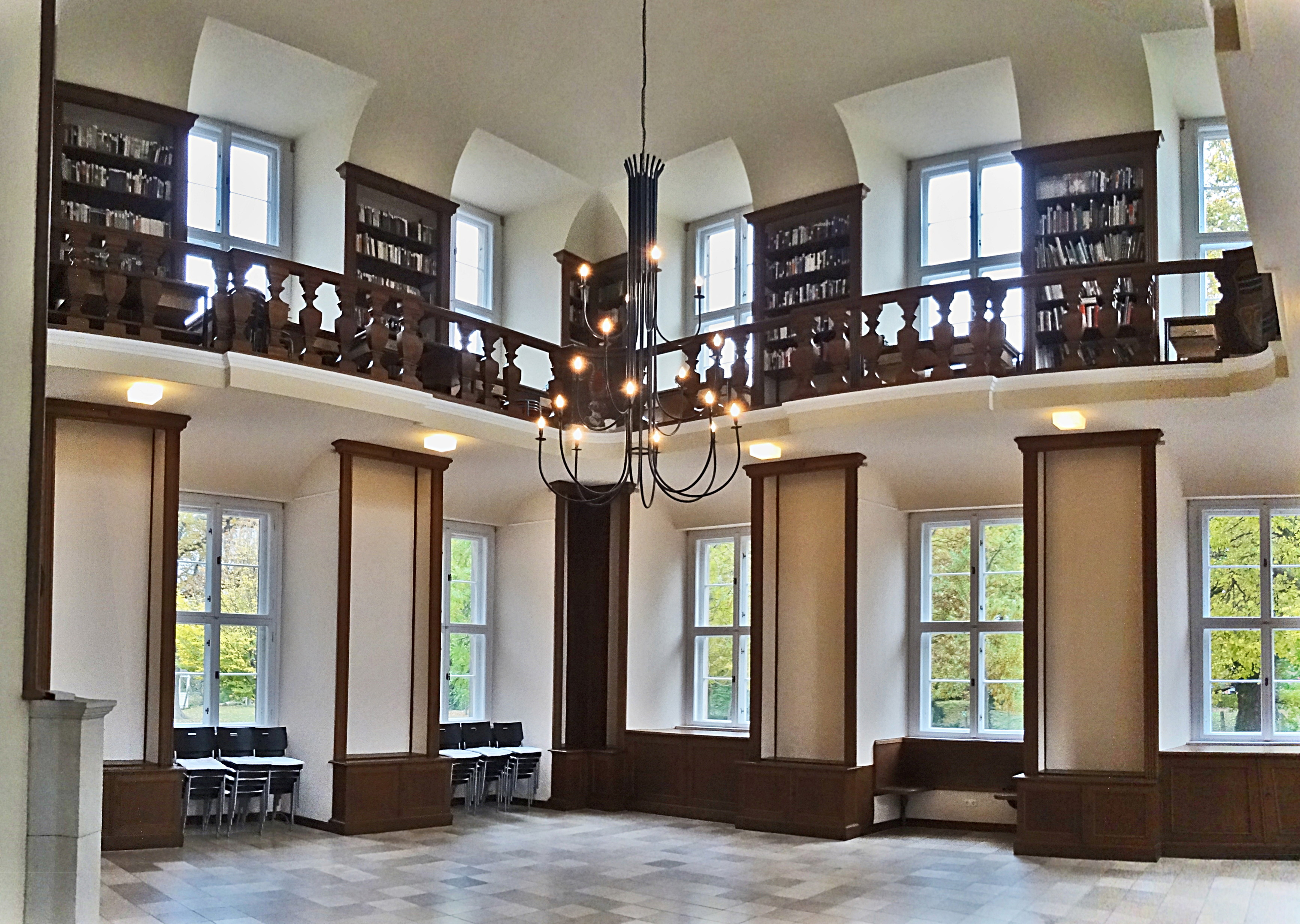
Bibliothek
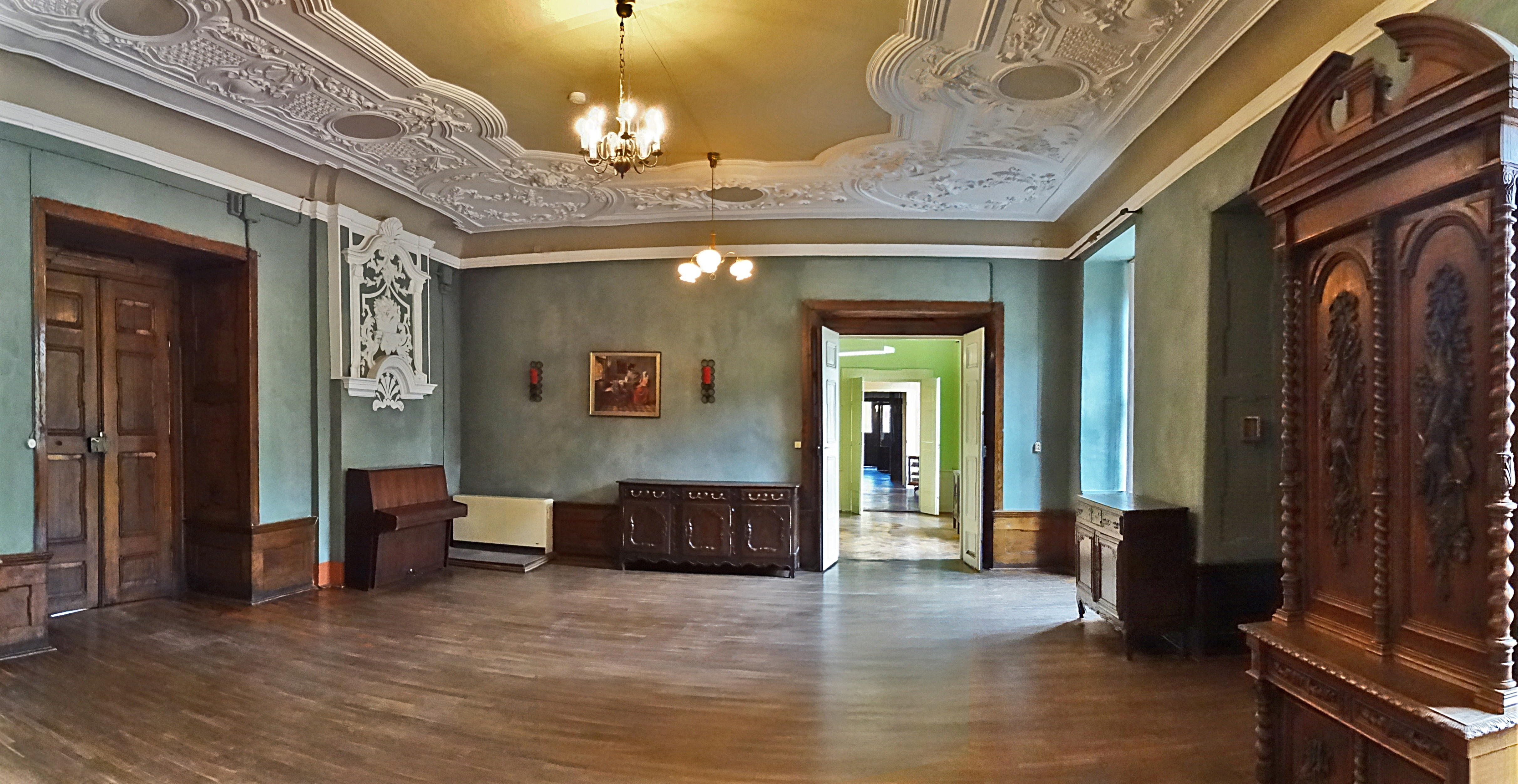
Salon mit Deckenstuck
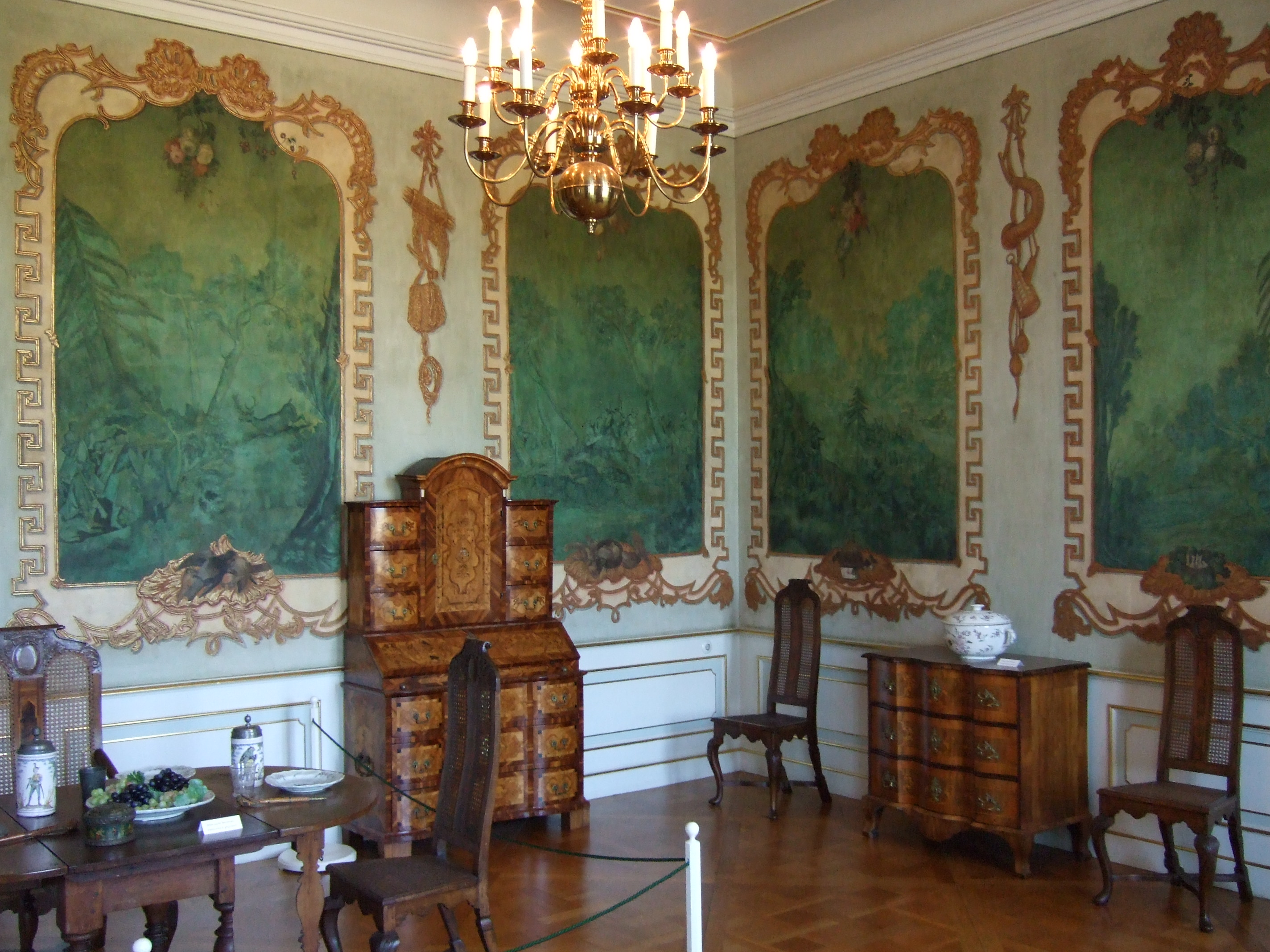
Leinwandtapeten aus Ostrau, heute im Schloss Friedrichsfelde
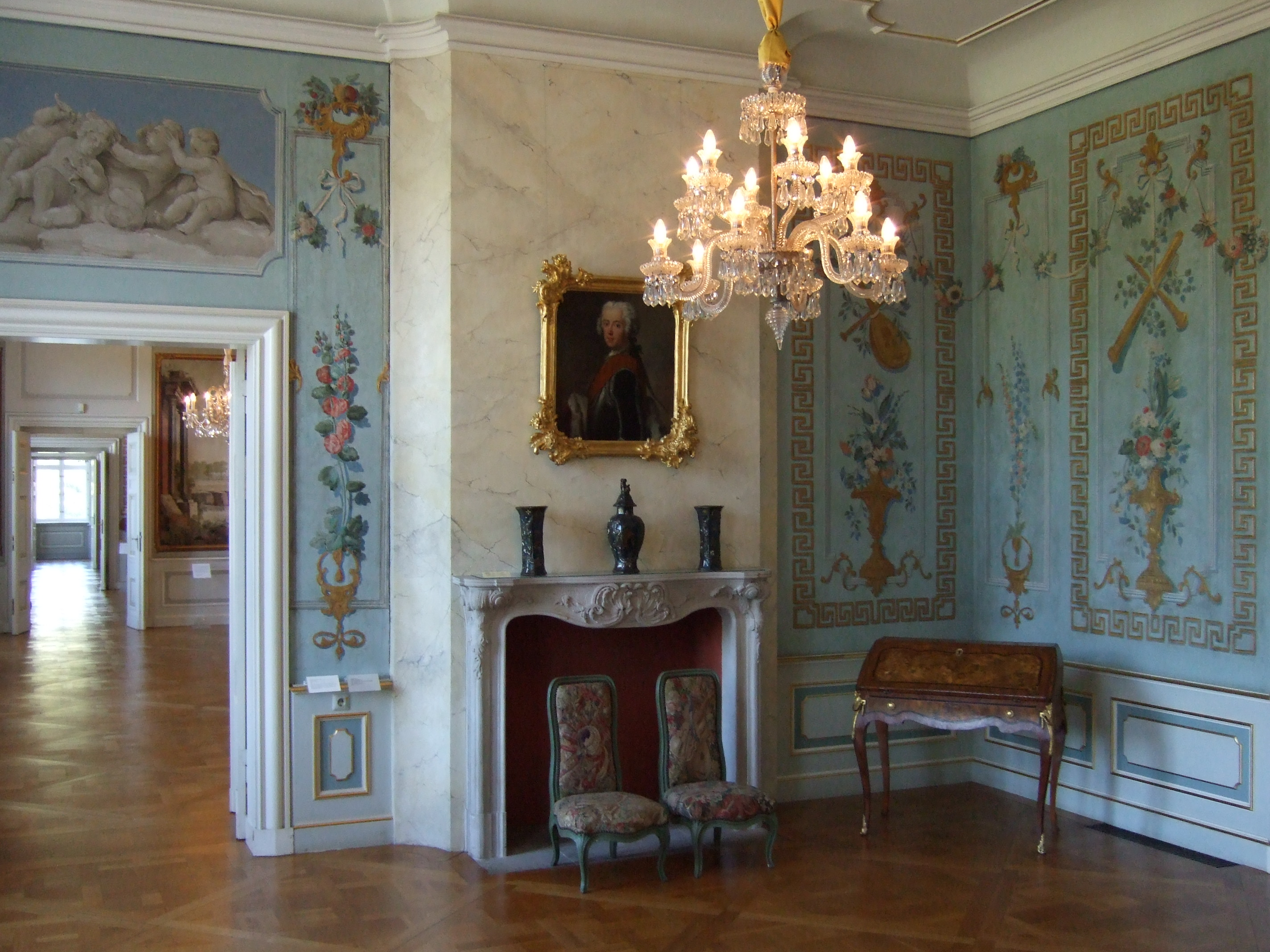
Wandbespannung aus Ostrau, heute im Schloss Friedrichsfelde
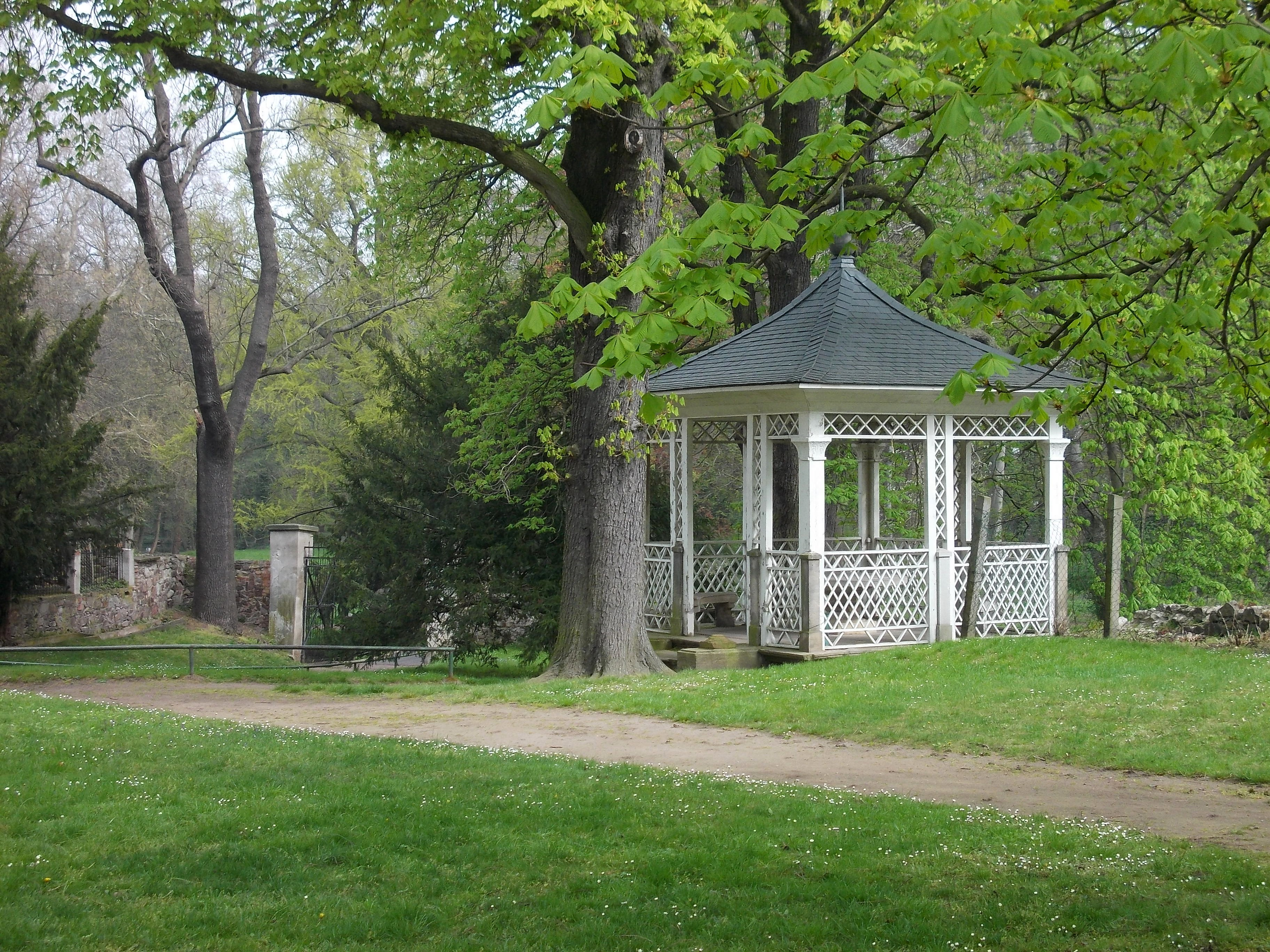
Pavillon im Park